# Love Will Kill All
Love Will Kill All är det amerikanska metalcorebandet Bleeding Throughs åttonde studioalbum, utgivet i maj 2018 på SharpTone Records. Det var bandets första album på detta bolag.
Då Dave Nassie lämnat bandet fyra år tidigare spelades Love Will Kill All in med Brian Leppke som ensam gitarrist.
Två musikvideor spelades in: "Fade into the Ash" och "Set Me Free".

## Låtlista
1. "Darkness, a Feeling I Know" – 1:21
2. "Fade into the Ash" – 3:25
3. "End Us" – 3:25
4. "Cold World" – 3:03
5. "Dead Eyes" – 3:13
6. "Buried" – 2:54
7. "No Friends" – 3:17
8. "Set Me Free" – 3:35
9. "No One from No Where" – 2:35
10. "Remains" – 3:50
11. "Slave" – 2:19
12. "Life" – 4:02

## Medverkande
Musiker
- Brandan Schieppati – sång
- Brian Leppke – gitarr
- Ryan Wombacher – basgitarr, bakgrundssång
- Marta Demmel – keyboard, piano, bakgrundssång
- Derek Youngsma – trummor, slagverk

Bidragande musiker
- Chris Alas – bakgrundssång
- Marc Pepe – bakgrundssång
- Davey Nuise – bakgrundssång
- Mick Kenney – gitarr, programmering

Produktion
- Mick Kenney – producent, inspelningstekniker, mixning, mastering
- Brandan Schieppati – producent
- Davis Rider – layout
- Christopher McKenney – foto, albumkonst
- Bryan Kirks – bandfoto